# Rete filoviaria di Sciaffusa
La rete filoviaria di Sciaffusa è in esercizio nella città svizzera di Sciaffusa dal 1966. Attualmente è in servizio un'unica linea, che serve anche il comune limitrofo di Neuhausen am Rheinfall.

## Storia
Nel 1964 una consultazione popolare sancì la soppressione della tranvia di Sciaffusa e la sua sostituzione con una moderna filovia. La linea (numerata 1) venne attivata il 24 settembre 1966, su un percorso dal quartiere di Ebnat al comune di Neuhausen am Rheinfall, passando per il centro cittadino di Sciaffusa.
Nel 1970 la linea fu estesa verso nord, da Ebnat al Waldfriedhof, e nel 1974 aprì una diramazione verso il sobborgo di Herblingertal, servita dalla nuova linea 9 (Herblingenthal-Neuhausen).
Nel 1980 la linea 1 fu prolungata verso sud, dal centro di Neuhausen al quartiere di Herbstäcker; alcune corse restarono limitate al vecchio capolinea, venendo indicate come linea 2, fino alla loro soppressione alla fine degli anni ottanta.
La linea 9 venne soppressa nel 1995, abbandonando la diramazione per Herblingenthal; da allora pertanto è in esercizio la sola linea 1.

## Linee
Attualmente è in servizio un'unica linea, esercita a frequenza di 10 minuti:
- 1 Waldfriedhof - Herbstäcker

## Mezzi
Attualmente sono in servizio sette filobus articolati a pianale ribassato, modello Swisstrolley 3 di costruzione Hess, numerati da 101 a 107.